# Siarö
Siarö är en ö i Stockholms skärgård. Ön ligger strax norr om Ljusterö och tillhör Österåkers kommun.
Siarö är i huvudsak bebyggd med fritidshus. Ön var militärstrategiskt intressant i samband med andra världskriget. Här började Siaröfortet byggas, men flyttades senare till Kyrkogårdsön (idag STF:s vandrarhem och turistattraktion "Siaröfortet") strax utanför Siarösundet i Furusundsleden. Ön har ingen bro eller färjeförbindelse med Ljusterö eller fastlandet.  
Ett smalt sund, det så kallade Siarösundet med en minsta bredd på cirka 30 m, skiljer ön från Ljusterö. Närmaste servicecenter med livsmedelsbutik etc. ligger på Ljusterö cirka 4 km från närmaste båttilläggningsplats på Ljusterö.
På ön hade Jussi Björling sitt sommarställe och det innehas fortfarande av familjen Björling.